# هرمان كلوسن
هرمان كلوسن هو سياسي ألماني، ولد في 24 يوليو 1885 في Eggebek ‏ في ألمانيا، وتوفي في 12 أبريل 1962 في شلسفيغ في ألمانيا. نشط حزبياً في الحزب الديمقراطي الاجتماعي الألماني. وقد انتخب عضو مجلس نواب شلسفيغ هولشتاين ‏ وانتخب عمدة وانتخب عضو في البوندستاغ الألماني خلال فترته النيابية ‏ (7 سبتمبر 1949 – 7 سبتمبر 1953).

## وصلات خارجية
- هرمان كلوسن على موقع مونزينجر (الألمانية)